# Callochiton cupreus
Callochiton cupreus is een keverslakkensoort uit de familie van de Callochitonidae. De wetenschappelijke naam van de soort is voor het eerst geldig gepubliceerd in 2012 door Dell'Angelo, Prelle, Sosso & Bonfitto.